# Kim Naidzinavicius
Kim Naidzinavicius (født 6. april 1991 i Gelnhausen) er en tysk håndboldspiller som spiller for SG BBM Bietigheim og det tyske landshold. Hun startede på det tyske landshold i 2012. Hun har tidligere spillet for Bayer Leverkusen fra 2011 til 2016.